# Orectogyrus schistaceus
Orectogyrus schistaceus là một loài bọ cánh cứng trong họ van Gyrinidae. Loài này được Gerstaecker miêu tả khoa học năm 1866.